# Normtopologie
Eine Normtopologie ist in der Mathematik eine Topologie auf einem normierten Vektorraum, die durch die Norm des Vektorraums induziert wurde.

## Definition

Beziehungen zwischen Norm, Metrik und Topologie

Ist {\displaystyle (V,\|\cdot \|)} ein normierter Vektorraum, so induziert die Norm des Raums durch Differenzenbildung zweier Vektoren {\displaystyle x,y\in V} 
eine Metrik
{\displaystyle d(x,y):=\|x-y\|}.
auf {\displaystyle V}. Mit dieser Metrik wird der Vektorraum zu einem metrischen Raum {\displaystyle (V,d)}. Eine Metrik kann nun verwendet werden, um eine ε-Umgebung um einen Vektor {\displaystyle x\in V} durch
{\displaystyle U_{\varepsilon }(x):=\{\,y\in V,\,d\,(x,y)<\varepsilon \,\}}
zu definieren. Damit heißt dann eine Teilmenge {\displaystyle M\subset V} offen, falls
{\displaystyle \forall \ {x\in M}\;{\exists \ \varepsilon }>0:U_{\varepsilon }(x)\subset M}
gilt. Über diese offenen Mengen induziert die Metrik nun auf {\displaystyle V} eine Topologie
{\displaystyle {\mathcal {T}}:=\{M\subset V,\,M\,{\text{offen}}\}}.
Mit dieser Topologie wird der Vektorraum zu einem topologischen Vektorraum {\displaystyle (V,{\mathcal {T}})} und diese letztendlich von der Norm induzierte Topologie heißt Normtopologie.

## Topologie-Axiome
Die Normtopologie ist tatsächlich eine Topologie, wie sich durch eine Überprüfung der drei Topologie-Axiome, die in der folgenden Form für alle metrischen Räume gültig ist, nachweisen lässt.
1. Die leere Menge und die Grundmenge sind offen:
Die leere Menge ist offen, da es kein {\displaystyle x} gibt, für das eine geeignete ε-Umgebung gefunden werden müsste. Die Grundmenge {\displaystyle V} ist offen, da sie eine ε-Umgebung aller ihrer Elemente ist.
2. Der Durchschnitt endlich vieler offener Mengen ist offen:
Seien die Mengen {\displaystyle M_{1},\ldots ,M_{n}} mit {\displaystyle n\in \mathbb {N} } offen. Dann existieren Schranken {\displaystyle \varepsilon _{1},\ldots ,\varepsilon _{n}} und ein {\displaystyle x} aus dem Schnitt dieser Mengen, sodass {\displaystyle U_{\varepsilon _{i}}(x)\subset M_{i}} für {\displaystyle i=1,\ldots ,n} gilt. Wählt man nun {\displaystyle \varepsilon =\min\{\varepsilon _{1},\ldots ,\varepsilon _{n}\}}, dann ist {\displaystyle U_{\varepsilon }(x)\subset M_{1}\cap \ldots \cap M_{n}} und somit ist der Durchschnitt dieser Mengen offen.
3. Die Vereinigung beliebig vieler offener Mengen ist offen:
Sei {\displaystyle I} nun eine beliebige Indexmenge und seien die Mengen {\displaystyle M_{i}} für {\displaystyle i\in I} offen. Liegt {\displaystyle x} in der Vereinigung dieser Mengen, dann gibt es einen Index {\displaystyle i\in I} mit {\displaystyle x\in M_{i}} und eine Schranke {\displaystyle \varepsilon }, sodass {\displaystyle U_{\varepsilon }(x)\subset M_{i}} gilt. Daraus folgt dann {\displaystyle U_{\varepsilon }(x)\subset \bigcup _{i\in I}M_{i}} und somit ist die Vereinigung dieser Mengen offen.

## Eigenschaften
- Die Normtopologie ist eine spezielle starke Topologie. Sie ist von der schwachen Topologie und der schwach-*-Topologie zu unterscheiden.
- Ein mit einer Normtopologie versehener topologischer Raum ist immer hausdorffsch, da zwei Vektoren {\displaystyle x,y\in V} mit {\displaystyle x\neq y} durch Umgebungen {\displaystyle U_{\varepsilon }(x)} und {\displaystyle U_{\varepsilon }(y)} mit {\displaystyle \textstyle \varepsilon ={\tfrac {1}{2}}d(x,y)} voneinander getrennt werden.
- Nach dem Normierbarkeitskriterium von Kolmogoroff wird die Topologie eines hausdorffschen topologischen Vektorraums genau dann durch eine Norm erzeugt, wenn er eine beschränkte und konvexe Nullumgebung besitzt.